# Rhino (JavaScript引擎)
Rhino是一個完全以Java編寫的JavaScript引擎，目前由Mozilla基金會所管理。Rhino計畫開始於1997年，當時，Netscape計劃開發Java版本的Netscape Navigator，雖然該計劃最終被放棄，但是Rhino引擎被遺留了下來。1998年4月，Mozilla基金會宣佈開放原始碼。引擎的命名源自於歐萊禮所出版的《JavaScript: The Definitive Guide》一書的封面動物。
Rhino作为JDK脚本引擎对JavaScript支持部分包含到甲骨文JDK 1.6中，但将被Nashorn继承取代包含到OpenJDK 1.8中。